# Henriette von Osterhausen

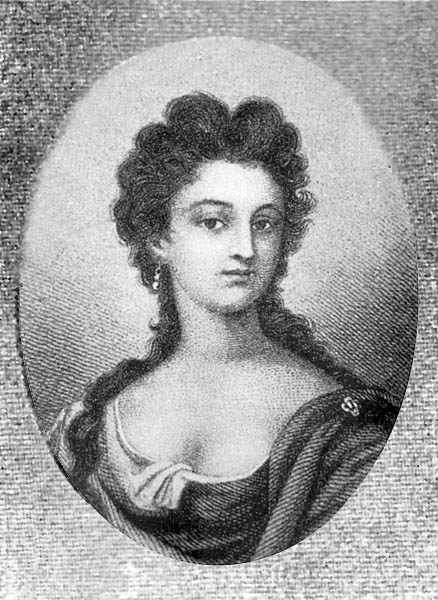
Christine von Osterhausen

Freiin Christine Edmunda von Osterhausen, bekannt als Henriette von Osterhausen, (gestorben am 6. November 1727 in Dresden) war die letzte Geliebte August des Starken.

## Leben
Henriette von Osterhausen wurde 1720 die Mätresse des polnischen Königs August des Starken. Die Beziehung hielt jedoch nicht lang, auf Anraten der Schwiegertochter Augusts, Maria Josepha, zog sie sich in ein Ursulinenkloster in Prag zurück, nachdem sie zur römisch-katholischen Kirche konvertiert war. In Prag führte sie ein ausschweifendes Leben und ging nur über Nacht ins Kloster zurück. Nachdem sie aus dem Kloster ausgetreten war, heiratete sie den Grafen Albrecht Siegmund von Seeguth-Stanisławski. Am 6. November 1727 starb sie im Dresdner Schloss. Ihre Beerdigung fand am 14. November in der Schlosskapelle statt.